# 大西健晴
大西 健晴（おおにし たけはる、1967年7月8日 - ）は、日本の声優、舞台俳優。奈良県出身。アーツビジョン、劇団あかぺら倶楽部所属。

## 略歴
勝田声優教室5期生。
1990年、勝田声優学院OB有志と共に代表として劇団「あかぺら倶楽部」の創設に関わる。現在も主要メンバーとして活動している。
2021年3月31日、声優の倉田雅世と結婚したことが倉田のFacebookにて報告された。

## 人物
方言は関西弁。
趣味・特技はドライブ、下手な料理、野菜を切る事。

## 出演
太字はメインキャラクター。

### テレビアニメ
1994年
- 覇王大系リューナイト（ドワーフ、兵士）

1997年
- 金田一少年の事件簿（救急隊員）
- クレヨンしんちゃん（1997年 - 2025年、ディレクター、八丁堀刑事、司会、リポーター、販売スタッフ 他）
- フォーチュン・クエストL（ノル）

1998年
- ああっ女神さまっ 小っちゃいって事は便利だねっ（黒ネコ、二郎 他）
- アキハバラ電脳組（警官、ルイ十五世、国連代表）
- Weiß kreuz（佐野健一、チンピラ、不良、北柿貴司 他）
- ふしぎなメルモ リニューアル（社長の秘書、作業員B）
- 魔術士オーフェン（見張り）
- 魔法のステージファンシーララ（スカウト、カメラマン）
- ヨシモトムチッ子物語（コメツキムシケン）
- ロスト・ユニバース（酔っ払い）

1999年
- 愛の若草山物語（父）
- おるちゅばんエビちゅ（TVの音声、男の声、駅員、課長 他）
- 小梅ちゃんが行く!!（出前も持ち、おっちゃん、海の家の人）
- イソップワールド（パンダ、弁士）
- KAIKANフレーズ（敦郎の父、重役、大西社員、リポーター）
- 下級生（ナンパ男）
- ゴクドーくん漫遊記（魔剣士隊長）
- 週刊ストーリーランド（1999年 - 2001年、部下、山本、男、乗客、運転手 他）
- 忍たま乱太郎（1999年 - 2013年、宮本六作、市之助 他）
- 風雲!戦国を駆ける武将〜アニメ静岡県史〜（郎党、栴岳承芳、今川義元）
- 火魅子伝（邪麻台国歩兵）

2000年
- アルジェントソーマ（隊長、観測員B、操縦士A）
- 犬夜叉（2000年 - 2001年、野武士C、村人）
- 激動!歴史を変える男たち〜アニメ静岡県史〜（太田資始、勝海舟）
- ゾイド -ZOIDS-（兵士、クルト）
- 装甲救助部隊レストル（船員）
- ドッとKONIちゃん（石田、七海鯖之信、宇崎竜童、ワイハおじさん）
- ドラえもん（テレビ朝日版第1期）（警察官、店員、運転手、男の人、審判）
- ブギーポップは笑わない Boogiepop Phantom（検死医、編集部員）
- BRIGADOON まりんとメラン（官房長官、警察官、機動隊員 他）
- 無敵王トライゼノン（パブロ）
- 闇の末裔（校長）

2001年
- オフサイド（役員、パオロ・マストロヤンニ）
- 機動天使エンジェリックレイヤー（警備員A）
- 激闘!クラッシュギアTURBO（迅コウスケ、花野コウジ）
- ジーンシャフト（元老院・ブラナー）
- ジャングルはいつもハレのちグゥ（カップル男）
- Z.O.E Dolores, i（兵）
- 逮捕しちゃうぞ SECOND SEASON（山本）
- 地球防衛家族（パイロット、パイロットA）
- ちっちゃな雪使いシュガー（農夫A）
- はじめの一歩（2001年 - 2002年、石野ジム会長、観客）
- パラッパラッパー（校長）
- フィギュア17 つばさ&ヒカル（担当官）
- 魔法戦士リウイ（漁師B）
- 名探偵コナン（2001年 - 2025年、和田実、青木翔太、蜂谷貴市、上田教頭、原口明、雲母定数、万田照臣、米倉功人、山元裕二 他）

2002年
- あたしンち（2002年 - 2007年、運転手、キャスター、漫才師A、テレビの声、男の人、飲み屋の主人 他）
- ウミガメと少年（男）
- Witch Hunter ROBIN（田沢恒雄）
- OVERMANキングゲイナー
- キディ・グレイド（職員B）
- GetBackers-奪還屋-（医師）
- 超重神グラヴィオン（兵員）
- ヒートガイジェイ（トム・ヤンク、ディック）
- ポケットモンスター（ノブヒコ）
- 炎の蜃気楼（亡霊、男）

2003年
- E'S OTHERWISE（官僚）
- カレイドスター（アーロン）
- コロッケ!（ビフテキ、チョリソー）
- ソニックX（2003年 - 2004年、ホーク）
- 魁!!クロマティ高校（男性）
- THE ビッグオー second season（部隊長）
- 出撃!マシンロボレスキュー（責任者）
- D・N・ANGEL（警官B、刑事B、作業員 他）
- フルメタル・パニック? ふもっふ（アナウンス）
- ポポロクロイス（2003年 - 2004年、ゴン、ニンジャ丸、ダイク、トンバ、闇の騎士 他）
- 魔法遣いに大切なこと（森川星夫）
- 無限戦記ポトリス（ヒドロ）

2004年
- 宇宙交響詩メーテル 銀河鉄道999外伝（ヤッタラン）
- F-ZERO ファルコン伝説（アントニオ ガスター）
- 機動戦士ガンダムSEED DESTINY（ニーラゴンゴ艦長）
- ケロロ軍曹（清掃員2）
- 鉄人28号（作業員C）
- 爆裂天使（子分B）
- 光と水のダフネ（面接官A、マフィアA）
- 忘却の旋律（執事）
- 魔法少女隊アルス（担任の教師）
- モンキーターン（三船正義）
- 焼きたて!!ジャぱん（長宗我部真）

2005年
- ガラスの仮面（西脇審査員）
- 強殖装甲ガイバー（速水利章）
- 新釈 眞田十勇士
- ブラック・ジャック（秘書、先さん、スタッフ）
- ポケットモンスター アドバンスジェネレーション（ガロン）
- 雪の女王（村人）

2006年
- 陰からマモル!（忍者強盗）
- 結界師（2006年 - 2008年、斑尾）
- DEATH NOTE（グック）
- パンプキン・シザーズ（ハントケ）
- ふしぎ星の☆ふたご姫 Gyu!（ウンチーク）
- ぷるるんっ!しずくちゃん（2006年 - 2008年、はなたれ君、雨太郎） - 2シリーズ
- まじめにふまじめ かいけつゾロリ（農夫のおじさん）
- MÄR-メルヘヴン-（ゲイラン）
- 流星のロックマン（2006年 - 2008年、星河大吾、コンドル） - 2シリーズ
- ロックマンエグゼBEAST（キラーマン）

2007年
- アイドルマスター XENOGLOSSIA（佐藤）
- 銀魂（村田鉄矢）
- 恋する天使アンジェリーク 〜かがやきの明日〜（秘書）
- シュガーバニーズ（2007年 - 2009年、ぱんだうさ） - 3シリーズ
- それいけ!アンパンマン（2007年 - 2023年、花火まん〈2代目〉、コマべえ〈2代目〉）
- DARKER THAN BLACK -黒の契約者-（アラン）
- 天才? Dr.ハマックス（重役A、ゴサク、マント族長）
- MOONLIGHT MILE 1stシーズン -Lift off-（鑑識課職員）

2008年
- RD 潜脳調査室（小山）
- ゴルゴ13（ファレ）
- デュエル・マスターズ クロス（手下A1）
- ポルフィの長い旅（ダリオ）
- 魔人探偵脳噛ネウロ（厚木順一）
- 薬師寺涼子の怪奇事件簿（被害者の男性）
- ワールド・デストラクション 〜世界撲滅の六人〜（案内ロボ）

2010年
- SHIN-MEN（ナレーション）
- NARUTO -ナルト- 疾風伝（ガマヒロ、ダチョウ）
- バトルスピリッツ 少年激覇ダン（禍道）

2011年
- 機動戦士ガンダムAGE（連邦監察官）
- スティッチ! 〜ずっと最高のトモダチ〜（アナウンサー）
- ドラえもん（テレビ朝日版第2期）（2011年 - 2022年、力士、ベートーベン、アナウンサー、トレアドール、成金さん 他）
- HUNTER×HUNTER（2011年 - 2014年、チェリー、シャッチモーノ＝トチーノ、蚯蚓、ブタ型） - 第2作
- ブレイド（若貴族）
- 魔乳秘剣帖（弥助）

2012年
- あらしのよるに 〜ひみつのともだち〜（父ツバメ）
- ぴっちぴち♪しずくちゃん（はなたれ君）

2013年
- たまごっち! みらくるフレンズ（えんちょうっち）

2014年
- 寄生獣 セイの格率（古文教師、不良）
- それでも世界は美しい（カール、ランダ）

2016年
- クオリディア・コード（副司令）
- DAYS（竜真監督）
- パズドラクロス（鳥屋のオジさん、司令室長）

2017年
- “栄光なき天才たち”からの物語（男A）

2018年
- デュエル・マスターズ シリーズ（2018年 - 2022年、黒豆男爵→黒豆だんしゃく） - 2シリーズ
- グラゼニ（球団社長）
- バキ（ヘンリー刑務官、刑務所員、運転手、老医師）
- ちおちゃんの通学路（社会科教師）
- パズドラ（2018年 - 2024年、タコギラス、大予言占一、プリンス鬼瓦、大預言）

2019年
- 文豪ストレイドッグス（誘拐屋）

2020年
- ONE PIECE（アルパカマン）

2021年
- Fairy蘭丸〜あなたの心お助けします〜（弁護士）

2024年
- ザ・ファブル（田高田健二郎）

2025年
- 真・侍伝 YAIBA（ゲロ左衛門）
- 追放者食堂へようこそ!（魔法使い）

### 劇場アニメ
1999年
- クレヨンしんちゃん 爆発!温泉わくわく大決戦（隊員B）

2000年
- クレヨンしんちゃん 嵐を呼ぶジャングル（航海士A）
- ザ☆ドラえもんズ ドキドキ機関車大爆走!（部下）

2001年
- クレヨンしんちゃん 嵐を呼ぶモーレツ!オトナ帝国の逆襲（肉屋）

2002年
- ∀ガンダムII 月光蝶（アスビーテ艦長）

2003年
- 映画 あたしンち（山本）
- クレヨンしんちゃん 嵐を呼ぶ栄光のヤキニクロード（隊員）
- Pa-Pa-Pa ザ★ムービー パーマン

2004年
- クレヨンしんちゃん 嵐を呼ぶ!夕陽のカスカベボーイズ（ジャスティスの部下4）
- Pa-Pa-Pa ザ★ムービー パーマン タコDEポン!アシHAポン!（男B）

2005年
- クレヨンしんちゃん 伝説を呼ぶブリブリ 3分ポッキリ大進撃（カメラマン）

2007年
- 河童のクゥと夏休み（カラス2）
- クレヨンしんちゃん 嵐を呼ぶ 歌うケツだけ爆弾!（隊員D）

2008年
- クレヨンしんちゃん ちょー嵐を呼ぶ 金矛の勇者（マタ・タビ）

2009年
- クレヨンしんちゃん オタケベ!カスカベ野生王国（運転手）

2010年
- クレヨンしんちゃん 超時空!嵐を呼ぶオラの花嫁（司会）
- 劇場版 銀魂 新訳紅桜篇（村田鉄矢）
- 劇場版 3D あたしンち 情熱のちょ〜超能力 母大暴走!（司会）
- 劇場版デュエル・マスターズ 炎のキズナXX!!（爆竜ストームXX）
- 名探偵コナン 天空の難破船（ニセ警官）

2011年
- クレヨンしんちゃん 嵐を呼ぶ黄金のスパイ大作戦（フカシ）

2012年
- クレヨンしんちゃん 嵐を呼ぶ!オラと宇宙のプリンセス（倉庫番）

2013年
- 劇場版 HUNTER×HUNTER 緋色の幻影
- クレヨンしんちゃん バカうまっ!B級グルメサバイバル!!（A級グルメ部下）

2014年
- 名探偵コナン 異次元の狙撃手（コメンテーター）

2015年
- 映画ドラえもん のび太の宇宙英雄記（デメキン）

2016年
- 映画ドラえもん 新・のび太の日本誕生（ヒカリ族）

2017年
- クレヨンしんちゃん 襲来!!宇宙人シリリ（サーカス司会者）
- 名探偵コナン から紅の恋歌（プロデューサー）

2018年
- クレヨンしんちゃん 爆盛!カンフーボーイズ〜拉麺大乱〜（TVCM）

2020年
- クレヨンしんちゃん 激突! ラクガキングダムとほぼ四人の勇者（駅アナウンス）

2021年
- クレヨンしんちゃん 謎メキ!花の天カス学園（理科の先生）

2022年
- クレヨンしんちゃん もののけニンジャ珍風伝（忍者）

2024年
- クレヨンしんちゃん オラたちの恐竜日記

2025年
- クレヨンしんちゃん 超華麗!灼熱のカスカベダンサーズ

### OVA
1999年
- グラビテーション（レポーター）
- 超神姫ダンガイザー3（1999年 - 2001年、GM本社ビル 影、事務総長）

2000年
- 銀河英雄伝説外伝 決闘者
- 天使禁猟区（刑事A）

2001年
- ハイパー無軌道オリジナル・ビデオ・アニメーション ぷにぷに☆ぽえみぃ（部長、エイリアン2）

2002年
- Happy World!（堀鎌三郎）

2009年
- 名探偵コナン MAGIC FILE3 新一と蘭・麻雀牌と七夕の思い出（幸田）

2013年
- にじいろ☆プリズムガール 第3話 はじめての告白!?（監督）※『ちゃお』2013年12月号付録

2016年
- 機動戦士ガンダム THE ORIGIN（係員）

### Webアニメ
- 幕末機関説 いろはにほへと（2006年、河井継之助）
- ひよこのさむらい ひよざえもん（2007年、だいかん）
- バキ（2020年、職員）
- 爆丸エボリューションズ（2022年、ミスタージャッジ）

### ゲーム
1991年
- 真怨霊戦記（組員）

1996年
- 究極の倉庫番（ロビン）

1998年
- 雪割りの花（警官）

1999年
- 小さな巨人 ミクロマン（ミクロマン / アクロイヤー）
- Little Lovers SHE SO GAME（天方俊二、竿田〈学年主任〉）

2000年
- ゼルダの伝説 ムジュラの仮面（チンクル）
- ヘキサムーン・ガーディアンズ（ウラニア）
- ポケモンスタジアム金銀（実況）
- ポポロクロイス物語II（ゴン）

2001年
- シェンムーII
- ZONE OF THE ENDERS Z.O.E（アックス）

2002年
- ゼルダの伝説 風のタクト

2004年
- 犬夜叉 〜呪詛の仮面〜
- ポポロクロイス 月の掟の冒険（兵士ゴン）
- モンキーターンV（三船正義）

2005年
- テイルズ オブ ジ アビス（ヘンケン）
- ドラッグオンドラグーン2 封印の紅、背徳の黒
- ポポロクロイス物語 ピエトロ王子の冒険（ゴン）
- ラジアータ ストーリーズ（ラークス）
- ワイルドアームズ ザ フォースデトネイター

2006年
- ゼルダの伝説 トワイライトプリンセス
- ワイルドアームズ ザ フィフスヴァンガード

2007年
- Gears of War（オーガスタス・コール）
- 結界師 烏森妖奇談（斑尾）
- 結界師 黒芒楼の影（斑尾）
- ローグギャラクシー ディレクターズカット（ノッヒー）

2008年
- 結界師 黒芒楼襲来（斑尾）

2009年
- Gears of War 2（オーガスタス・コール）

2011年
- Gears of War 3（オーガスタス・コール）

2012年
- 特命戦隊ゴーバスターズ（タイヤロイド）

2013年
- 銀魂のすごろく（村田鉄矢）
- ゼルダの伝説 風のタクトHD

2014年
- ウォッチドッグス

2015年
- ゼルダの伝説 ムジュラの仮面 3D（チンクル）

2018年
- 銀魂乱舞（村田鉄矢）

2019年
- HUNTER×HUNTER グリードアドベンチャー（蚯蚓、シャッチモーノ＝トチーノ）

2020年
- ONE PIECE 海賊無双4（海賊3、海兵1・3、海兵〈巨人族〉）

### ドラマCD
- イースII 〜天空の失楽園〜（ゴーバン）
- きゃんきゃんバニーエクストラ（寿老人）
- 君だけを見つめてる（早瀬勲）
- GPX GRAND PRIX EXCEED（稲森マネージャー）
- 可愛げない（ブル子)
- 私立ジャスティス学園 ドラマアルバム 〜ねらわれた太陽学園 熱血死闘編〜（山崎）
- 走れ!T高バスケット部（陽一の父親）
- 非保護者（征の父）
- 魔人探偵脳噛ネウロ（桂木誠一）
- 龍狼伝（モンラン）

### ラジオドラマ
- VOMIC 銀魂（村田鉄矢）

### 吹き替え

#### 担当俳優
ジョン・ファヴロー
- マーベル・シネマティック・ユニバース（2008年 - 2024年、ハロルド・“ハッピー”・ホーガン）
  - アイアンマン ※劇場公開版
  - アイアンマン2 ※劇場公開版
  - アイアンマン3
  - スパイダーマン:ホームカミング
  - アベンジャーズ/エンドゲーム
  - スパイダーマン:ファー・フロム・ホーム
  - ホワット・イフ...?
  - スパイダーマン:ノー・ウェイ・ホーム
  - デッドプール&ウルヴァリン

- ザ・シェフ・ショー -だから料理は楽しい!-（2019年 - 2022年、本人役）

#### 映画
2002年
- E.T. ※DVD版
- スパイダーマン（運転手〈ピーター・アッペル〉）

2004年
- 恋のトリセツ 別れ編

2005年
- 宇宙戦争 ※ソフト版

2006年
- イントゥ・ザ・ブルー
- エレクトラ ※ソフト版
- スパングリッシュ 太陽の国から来たママのこと
- M:i:III（ケビン〈グレッグ・グランバーグ〉）※劇場公開版
- ローラーボール (2002年の映画) ※テレビ東京版

2007年
- 007 カジノ・ロワイヤル（ディレクター）※ソフト版
- トランスフォーマー

2008年
- ディスタービア

2009年
- アバター
- 007 慰めの報酬（ビル・タナー〈ロリー・キニア〉）※ソフト版

2010年
- クライモリ デッド・リターン（クロフォード〈ジェイク・カラン〉）
- クロッシング（サンチョル）
- セックス・アンド・ザ・シティ2
- ソウルメン（フロイド・ヘンダーソン〈バーニー・マック〉）

2011年
- ガリバー旅行記

2014年
- 観相師 -かんそうし-（ペンホン〈チョ・ジョンソク〉）

2020年
- 王宮の夜鬼（ハクス〈チョン・マンシク〉）

2024年
- フォールガイ（ナイジェル）

2025年
- ジュラシック・ワールド/復活の大地（ルクレール〈べシル・シルヴァン〉）

#### ドラマ
2004年
- ER緊急救命室 シーズン9 #4（ローランド）

2008年
- ER緊急救命室 シーズン13 #6（シャンテ〈ダナ・マイケル・ウッズ〉）
- ウェイバリー通りのウィザードたち（ジェリー・ルッソ〈デヴィッド・デルイズ〉）

2009年
- ウェイバリー通りのウィザードたち ザ・ムービー（ジェリー・ルッソ〈デヴィッド・デルイズ〉）
- デスパレートな妻たち4（ボブ）

2012年
- シークレット・ガーデン（チェ・ドンギュ）
- TOUCH/タッチ

2014年
- サム&キャット（グーマー〈ゾーラン・コラ〉）

#### アニメ
2001年
- おまかせ!プルーデンスおばさん（ユージン、トニー）
- キャスパーのクリスマス（ノエル）

2006年
- スポンジ・ボブ/スクエアパンツ ザ・ムービー
- マウス・タウン ロディとリタの大冒険（マルセル）

2007年
- サーフズ・アップ

2008年
- オジー&ドリックス（ドリックス）

2009年
- アント&アードバーク
- オープン・シーズン2 ペット vs 野生のどうぶつたち（エリオット）

2011年
- オープン・シーズン3 森の仲間とゆかいなサーカス（エリオット）

2016年
- オープン・シーズン4 おおかみ男とひみつの森（エリオット）

2018年
- ボス・ベイビー（ティムのパパ）※機内上映版（DVD&BD収録）

2019年
- インベーダー・ジム: フローパス計画

2020年
- シザー・セブン（キング）

### 特撮
- スーパー戦隊シリーズ
  - 特命戦隊ゴーバスターズ（2012年、タイヤロイドの声）
  - 快盗戦隊ルパンレンジャーVS警察戦隊パトレンジャー（2018年、カンクス・ブチルメルカプタンの声[27]）

### パチスロ
- 赤ドン 雅（京太）